# روان الكسندر
روان الكسندر (بالإنجليزية: Rowan Alexander)‏ (28 يناير 1961 بآير في المملكة المتحدة - ) هو مدرب كرة قدم ولاعب كرة قدم بريطاني في مركز الهجوم. لعب مع كوين أوف ساوث ونادي برينتفورد ونادي سانت ميرين وScotland national semi-professional football team ‏ وGretna F.C. ‏ ونادي غرينوك مورتون.

## وصلات خارجية
- روان الكسندر على موقع قاعدة بيانات كرة القدم.إي يو (الإنجليزية)
- روان الكسندر على موقع Soccerbase.com (لاعب) (الإنجليزية)
- روان الكسندر على موقع Soccerbase.com (مدرب) (الإنجليزية)